# Active Desktop

L'Active Desktop

Active Desktop è una funzione opzionale di Microsoft Internet Explorer 4.0 che permette all'utente di utilizzare contenuti in HTML come sfondo del desktop.
Questa funzione poteva essere installata come aggiornamento dei sistemi operativi Windows 95, e fu in seguito inclusa in Windows 98 e nei sistemi operativi successivi sino a Windows XP. A partire da Windows Vista la funzione è stata sostituita da Windows Sidebar. Active Desktop corrispondeva ai browser che andavano da Internet Explorer 4.0 al 6.x, ma non a Internet Explorer 7.